# Kodon-Kodon
Kodon-Kodon is een bestuurslaag in het regentschap Karo van de provincie Noord-Sumatra, Indonesië. Kodon-Kodon telt 185 inwoners (volkstelling 2010).